# 피터 스콜라리

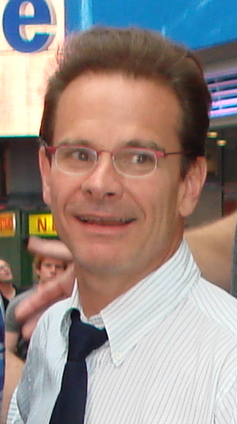

피터 스콜라리(Peter Scolari, 1955년 9월 12일 ~ )는 미국의 배우, 성우, 영화 제작자이다.
뉴로셸에서 태어났다.

## 출연 작품
- 더 소셜 원스 (2019년)
- 로맨틱 크라운 (2011년)
- Letting Go (2012)
- 플럼 썸머 (2007년)
- 위대한 황야 - 달에서의 걸음 (2005년)
- 폴라 익스프레스 (2004년) - 빌리 - 외로운 소년 목소리 역
- 소로리티 보이즈 (2002년)
- 하워드 쇼 (1996년)
- 댓 씽 유 두 (1996년)
- 비밀 캠프 (1994년)
- 폴링 엔젤스 (1993년)
- 틱스 (1993년)
- 사랑의 하모니 (1991년)
- 대화재 (1991년)
- 페리 메이슨 - 글래스 코핀의 사건 (1991년)
- 코포레이트 어페어 (1990년)
- 바솜 버디스 (1980년)

### 텔레비전
- 사랑의 유람선 (1986)
- 천사의 손길 (1994, 2001)
- 애들이 줄었어요: TV 쇼 (1997-2000)